# JR東日本コンサルタンツ
JR東日本コンサルタンツ株式会社（ジェイアールひがしにほんコンサルタンツ）は、東京都品川区西品川に本社を置く大手建設コンサルタント会社で、鉄道技術に関するコンサルタントを主体としている。
東日本旅客鉄道（JR東日本）の完全子会社（連結子会社）。
なお、同じくJR東日本グループで、一般社団法人海外鉄道技術協力協会を前身とし、海外での鉄道の建設・運営等のコンサルタントを主体とする日本コンサルタンツ株式会社とは異なる。

## 沿革
- 1989年4月1日 - ジェイアール東日本コンサルタンツ株式会社設立[1]。
- 2018年4月1日 - JR東日本コンサルタンツ株式会社に商号変更。

## 関連会社
- 東日本旅客鉄道株式会社
- ジェイアール東日本調査測量株式会社
- JR東日本建築設計
- 株式会社ジェイテック